# Список елементів нематеріальної культурної спадщини Швейцарії

Список елементів нематеріальної культурної спадщини Швейцарії має елементи списку нематеріальної культурної спадщини ООН (ЮНЕСКО), який охоплює нефізичні традиції та практики, що історично виконуються народом країни. Як частина культурної спадщини країни до списку додаються свята, фестивалі, вистави, усні традиції, музика та виготовлення виробів ручної роботи, які передається від покоління до покоління, постійно відтворюється членами громади.
Поняття «Нематеріальна культурна спадщина» визначена Конвенцією про охорону нематеріальної культурної спадщини, розробленою у 2003 році та набула чинності у 2006 році. Внесення нових елементів спадщини до Списків нематеріальної культурної спадщини ЮНЕСКО визначається Міжурядовим комітетом з охорони нематеріальної культурної спадщини, що створеною конвенцією. Швейцарія ратифікувала цю конвенцію 16 липня 2008 року.

## Нематеріальна культурна спадщина людства

### Список представників
| Ім'я                                                          | Зображення | Рік      | Ні.   | Опис |
| ------------------------------------------------------------- | ---------- | -------- | ----- | --- |
| Фестиваль виноградарів у Веве                                 |            | 2016 рік | 01201 | Fête des Vignerons (Фестиваль виноградарів) — це традиційний фестиваль, який проводиться у Веве з 1797 року. Інтервал між двома фестивалями коливався від 14 до 28 років. |
| Базельський карнавал                                          |            | 2017 рік | 01262 | Базельський карнавал — найбільший карнавал у країні, який проводиться щорічно в Базелі.                                                                                   |
| Мистецтво сухого кам'яного будівництва, знання та техніки +   |            | 2018 рік | 02106 | Сухе будівництво з каменю — це метод будівництва, за допомогою якого конструкції зводяться з каменів без будь-якого розчину для їх скріплення.                            |
| Управління ризиками лавин +                                   |            | 2018 рік | 01380 | |
| Процесії Страсного тижня в Мендрізіо                          |            | 2019 рік | 01460 | Традиція процесій Страсного тижня в Мендрізіо. |
| Альпінізм +                                                   |            | 2019 рік | 01471 | |
| Майстерність механічного годинникарства та художня механіка + |            | 2020 рік | 01560 | |
| Традиційне зрошення: знання, техніка та організація +         |            | 2023 рік | 01979 | |
| Альпійський сезон пасовищ                                     |            | 2023 рік | 01966 | |

### Належні методи захисту
| Ім'я | Рік      | Ні.   | Опис |
| --- | -------- | ----- | --- |
| Ремісничі техніки та традиційні практики соборних майстерень, або Баухюттен (Bauhütten), у Європі, ноу-хау, передача, розвиток знань та інновації + | 2020 рік | 01558 | Баухюттен (соборна майстерня) — це споруда, призначена для будівництва, обслуговування та реставрації пам'ятки зі специфічним режимом роботи, відомим як Баухюттенвезен. |